# Авъл Семпроний Атрацин (трибун 425 пр.н.е.)
Вижте пояснителната страница за други личности с името Авъл Семпроний Атрацин.
Авъл Семпроний Атрацин (на латински: Aulus Sempronius Atratinus) e политик на Римската република. Произлиза от аристократичната фамилия Семпронии.
Вероятно е консул през 428/427 пр.н.е. и консулски военен трибун през 425 пр.н.е., 420 пр.н.е. и 416 пр.н.е. През 420 пр.н.е., по време на втората му служба като консулски трибун, той манипулира изборите за квестори в полза на патрицианския кандидат и си навлича омразата на народните трибуни. Те подновяват заради това от две години спряния процес против неговия братовчед Гай Семпроний Атрацин.